# Agnes Esterhazy
Agnes Esterhazy (Cluj-Napoca, 21 gennaio 1898 – Monaco di Baviera, 4 novembre 1956) è stata un'attrice ungherese naturalizzata austriaca.

## Filmografia parziale
- La congiura dei Valois (Der junge Medardus), regia di Mihaly Kertész (1923)
- La via senza gioia (Die freudlose Gasse), regia di Georg Wilhelm Pabst (1925)
- Der Student von Prag, regia di Henrik Galeen (1926)
- Un bacio sotto la maschera (Der Bettelstudent), regia di Jacob Fleck e Luise Fleck (1927)
- Liebe, regia di Paul Czinner (1927)